# Иванов, Владимир Петрович (тренер)
Влади́мир Петро́вич Ивано́в (19 октября 1936, Черлак, Омская область — 9 ноября 2019, Омск) — советский и российский тренер по лёгкой атлетике, специалист по бегу на короткие дистанции. Работал в Омске в 1970-х — 2010-х годах, являлся личным тренером таких титулованных спринтеров как Б. Жгир, А. Григорьев, С. Бычков и др. Тренер сборной России по лёгкой атлетике. Преподаватель Тюменского сельскохозяйственного института и Омского государственного института физической культуры. Заслуженный тренер России.

## Биография
Владимир Иванов родился 19 октября 1936 года в посёлке Черлак Омской области.
В 1961 году окончил Омский государственный институт физической культуры, где остался работать преподавателем.
В 1965—1972 годах занимал должность заведующего кафедрой лёгкой атлетики Тюменского сельскохозяйственного института.
Вернувшись в Омский институт физической культуры, в течение 10 лет проработал старшим преподавателем кафедры лёгкой атлетики.
В 1982—1993 годах тренировал легкоатлетов Российской республиканской школы высшего спортивного мастерства.
С 1993 года в течение 25 лет работал старшим тренером-преподавателем в Омской областной школе высшего спортивного мастерства (Омский областной центр спортивной подготовки). Одновременно с этим привлекался тренером в сборную России по лёгкой атлетике, где отвечал за подготовку бегунов-спринтеров к эстафете 4 × 100 метров — под его руководством россияне добивались успехов на чемпионатах мира и Европы, Играх доброй воли, Всемирных Универсиадах.
За свою долгую тренерскую карьеру Иванов подготовил более 50 мастеров спорта, а также шестерых мастеров спорта международного класса:
- Лариса Крылова — чемпионка СССР в беге на 400 метров;
- Виктор Фёдоров — чемпион СССР в эстафете 4 × 200 метров;
- Станислав Москвин — двукратный чемпион России в эстафете 4 × 100 метров;
- Борис Жгир — двукратный чемпион России в эстафете 4 × 100 метров;
- Андрей Григорьев — бронзовый призёр Игр доброй воли, многократный чемпион России;
- Сергей Бычков — призёр Кубка Европы, победитель чемпионата России[3].

За выдающиеся достижения на тренерском поприще удостоен почётного звания «Заслуженный тренер России». Награждён орденом Дружбы, медалью «За доблестный труд», нагрудным знаком «Отличник физической культуры и спорта».
Умер 9 ноября 2019 года в Омске в возрасте 83 лет.